# Koniankés
 (septembre 2023).
Si vous disposez d'ouvrages ou d'articles de référence ou si vous connaissez des sites web de qualité traitant du thème abordé ici, merci de compléter l'article en donnant les références utiles à sa vérifiabilité et en les liant à la section « Notes et références ».
Les Koniankés, aussi appelé Koniakés ou Konyankas, sont une ethnie mandingue vivant au sud-est de la Guinée, dans les préfectures de Beyla et Nzérékoré. On les retrouve également dans d'autres préfectures comme, Yomou, Lola, Diecké, en Sierra Leone, en Côte d'Ivoire et au Liberia.   
Leur langue est le konyanka, une langue mandée. 